# 策湖
策湖是一个位于中国湖北省浠水县的湖泊，面积约为13.1平方千米，平均水深约为1.5米，蓄水量约为1508万立方米。